# سیارک ۴۴۴۷
سیارک ۴۴۴۷ (به انگلیسی: 4447 Kirov، نامگذاری:1985VE1) چهار هزار و چهارصد و چهل و هفتمین سیارک کشف شده‌است که در ۷ نوامبر ۱۹۸۵ کشف شد.
قدر مطلق سیارک برابر ۱۲٫۶۰ است.